# Rolf Bruhn
Rolf Bruhn (född Wallgren), född 4 september 1878, död 1942, var en svensk-kanadensisk affärsman.
Rolf Bruhn föddes i Bohuslän, blev ursprungligen sjöman, bosatte sig sedan i Malakwa i British Columbia, Kanada, där han arbetade som skogsarbetare, schaktmästare i provincialregeingens tjänst, senare som brobyggare. 1917 drog han sig tillbaka från sin statsanställning, började egna skogsaffärer och ägde ett av de största skogsföretagen i British Columbia, bosatt i Sicamous i Klippiga bergen. Brown var ledamot av provinsparlamentet i British Columbia 1930.